# Orbis International
Orbis International è un'organizzazione non governativa (ONG) internazionale senza scopo di lucro dedicata al salvataggio della vista in tutto il mondo. I suoi programmi si concentrano sulla prevenzione della cecità e sul trattamento delle malattie degli occhi accecanti nei paesi in via di sviluppo attraverso formazione pratica, educazione alla salute pubblica, sostegno e partenariati locali. Dal 1982, i programmi di potenziamento delle capacità di Orbis hanno migliorato le competenze di 325 000 personale oculistico e fornito cure mediche e ottiche a oltre 23,3 milioni di persone in 92 paesi.
Orbis è un ente di beneficenza senza scopo di lucro registrato 501(c)(3) deducibile dalle tasse negli Stati Uniti. È valutata con 4 stelle su Charity Navigator ed è un partecipante Guidestar Gold. Ha sede a New York, con uffici a Toronto, Londra, Dublino, Hong Kong, Macao, Shanghai, Singapore e Città del Capo.
I programmi di Orbis enfatizzano le capacità, la formazione e l'autosufficienza. L'organizzazione dedica circa un anno alla pianificazione e al coordinamento con gli ospedali partner e le organizzazioni locali, effettuando visite preliminari per osservare le squadre mediche locali. Il Flying Eye Hospital non solo fornisce formazione, ma anche attrezzature e forniture chirurgiche per garantire che le squadre mediche locali siano dotate di competenze e forniture anche per molto tempo dopo che l'ospedale volante ha lasciato il sito del programma. Assicura che altri pazienti che necessitano di cure possano ricevere il trattamento anche dopo la partenza dell'ospedale. Cybersight, il programma di telemedicina di Orbis, continua le relazioni di formazione e mentoring anche dopo che il Flying Eye Hospital ha lasciato il sito del programma. Gli interventi di Orbis sono adattati alle esigenze locali; Orbis forma medici locali in metodi a bassa tecnologia, a basso costo ma efficaci per correggere le malattie degli occhi.
Oltre al Flying Eye Hospital, Orbis gestisce programmi ospedalieri in diversi paesi e collabora con la ricerca medica locale e le organizzazioni sanitarie per la prevenzione della cecità e il trattamento delle malattie degli occhi.
Orbis è un partner fondatore, insieme all'Organizzazione mondiale della sanità, di VISION 2020: The Right to Sight, "uno sforzo concertato a livello mondiale progettato per eliminare la cecità evitabile entro il 2020".

## Storia
Orbis è stata fondata nel 1982 con una sovvenzione dell'Agenzia degli Stati Uniti per lo Sviluppo Internazionale (USAID) e una serie di donatori privati. Il primo Flying Eye Hospital è stato un Douglas DC-8-21 (marche N220RB) donato dalla United Airlines. Nei suoi primi due anni di attività, il DC-8 ha visitato 24 paesi e ha tenuto programmi per enfatizzare il trasferimento pratico delle capacità chirurgiche.
Verso la fine degli anni '80, quando i pezzi di ricambio per il vecchio DC-8 divennero più difficili e costosi da ottenere, divenne chiaro che era necessario un aereo più nuovo e più grande. Finanziato da donazioni private, Orbis acquistò un DC-10 nel 1992. Il DC-10 conteneva il doppio dello spazio interno dell'originale DC-8. Dopo due anni di conversione e ristrutturazione, è stato messo in servizio nel 1994 e il DC-8 è stato ritirato e donato al Chinese Aviation Museum vicino a Pechino. Quell'estate, il nuovo Flying Eye Hospital decollò per la sua missione inaugurale a Pechino, in Cina.
Nel 1998, Orbis ha intrapreso un nuovo percorso basato sulla strategia per rafforzare la capacità dei partner locali nel mondo in via di sviluppo di prevenire e curare la cecità attraverso programmi nazionali. Questi programmi sono stati progettati per rispondere alle esigenze delle singole comunità e dei fornitori di cure oculistiche locali. Orbis ha selezionato i primi cinque paesi iniziali per lavorare tutto l'anno in base alle necessità (entità della cecità), opportunità (infrastrutture e risorse locali) e sicurezza e stabilità per operare nel paese.
Orbis ha lanciato il suo primo programma nazionale permanente in Etiopia. Seguirono presto programmi nazionali in Bangladesh, Cina, India e Vietnam. Nel 2010 Orbis ha istituito un ufficio del programma nazionale in Sudafrica. Gli uffici permanenti di Orbis in questi paesi, gestiti da personale locale, sviluppano e implementano una serie di progetti pluriennali per migliorare la qualità e l'accessibilità delle cure oculistiche ai residenti, in particolare nelle aree rurali e nelle comunità urbane impoverite. Oltre agli uffici nazionali permanenti, Orbis si impegna anche in programmi a lungo termine in diversi paesi dell'America Latina e dei Caraibi, nonché in paesi come Nepal, Zambia e Burkina Faso.
Il 7 aprile 2008, Orbis ha annunciato che avrebbe sostituito il DC-10 Flying Eye Hospital con un cargo DC-10 Serie 30. United Airlines, con il supporto di FedEx, donò l'aereo a Orbis. La donazione di 2 milioni di dollari si basa sul valore stimato dell'aereo ed è finanziata allo stesso modo da United e FedEx.
L'8 agosto 2011, FedEx ha annunciato che avrebbe donato uno dei suoi DC-10-30, retrofittato con l'aggiornamento MD-10-30F, a Orbis per sostituire il suo DC-10-30F. Il nuovo MD-10 è caratterizzato da una suite ospedaliera modulare, la prima volta che queste unità saranno state utilizzate su un aereo.
Nel 2012 Orbis ha celebrato il suo 30º anniversario di Saving Sight Worldwide.

## Il Flying Eye Hospital di Orbis
Orbis è ben nota per il suo "Flying Eye Hospital", un ospedale oftalmico e una struttura didattica situata a bordo di un MD-10. Il Flying Eye Hospital offre formazione a medici e infermieri nei paesi in via di sviluppo con scarso accesso allo sviluppo e alla formazione professionale. Le aule, le sale operatorie e le sale laser sono a bordo dell'aereo e il personale medico locale è in grado di assistere a interventi chirurgici dal vivo e simulazioni. Le riprese 3D e le strutture di trasmissione consentono ai professionisti oftalmici locali di osservare gli interventi chirurgici dal vivo attraverso gli occhi del chirurgo. Gli interventi chirurgici possono anche essere trasmessi a classi aggiuntive al di fuori dell'aeromobile, che si tratti di un ospedale locale o dall'altra parte del mondo. I partecipanti possono porre domande tramite un sistema audiovisivo a due vie. I piloti, volontari, donano il loro tempo e le loro capacità per portare l'ospedale ai vari siti del programma.
Nel giugno 2016, Orbis ha rivelato il suo Flying Eye Hospital di terza generazione. L'ospedale è un McDonnell Douglas MD-10 convertito e donato da FedEx e può volare il doppio del suo predecessore. È simile a un ospedale terrestre ed è dotato di funzioni di sicurezza come un generatore di riserva e sistemi di monitoraggio degli allarmi precoci. L'ospedale dispone anche di un proprio impianto di trattamento dell'acqua e di sistemi di condizionamento. Ospita anche un'aula da 46 posti, una sala di sterilizzazione e una sala operatoria e utilizza la tecnologia 3D e sistemi di trasmissione dal vivo che consentono ai partecipanti locali di osservare gli interventi chirurgici mentre sono in corso. Durante il lancio è stato creato un tour virtuale dell'aereo che consente agli utenti di esplorare virtualmente tutte le aree dell'aereo, inclusa la sala operatoria e la stiva.
Il precedente DC-10-10 di Orbis, che all'epoca era il più antico esemplare in volo del suo genere, è stato donato al Pima Air & Space Museum. È arrivato alla Davis-Monthan Air Force Base nel novembre 2016 ed è in fase di restauro.

## Programmi nazionali
Oltre al Flying Eye Hospital, gestisce programmi nazionali a lungo termine e collabora con i governi e le organizzazioni locali e spinge affinché la cura degli occhi sia integrata nei programmi sanitari nazionali. Ha anche lavorato con università e istituzioni sanitarie locali e gestisce un team di oltre 400 medici volontari provenienti da 29 paesi per fornire formazione esperta ai loro partner locali.
In ogni paese, Orbis lavora con le sue istituzioni partner locali per aumentare la loro capacità di fornire servizi oculistici completi, convenienti e sostenibili a lungo termine. I programmi comprendono lo sviluppo di strutture ospedaliere specializzate, banche degli occhi, formazione di pazienti e operatori sanitari e programmi di prevenzione e trattamento.
Solo nel 2015, sono stati formati più di 30 000 professionisti medici e più di 2 milioni di pazienti sono stati visitati a bordo del Flying Eye Hospital o presso le sue istituzioni partner.

## Cybersight
Cybersight è un portale di telemedicina che consente agli operatori della salute oculistica nei paesi a basso e medio reddito di consultare gratuitamente mentori esperti nel loro campo. I mentori esprimono la loro opinione sui casi dei pazienti, condividono materiali didattici e aiutano gli operatori sanitari locali a sviluppare le proprie capacità nel trattamento e nella prevenzione della cecità. Dal suo lancio, si sono verificati più di 10 000 casi per via elettronica. Ciò consente l'apprendimento e la discussione a distanza e garantisce che i team medici locali dei vari siti del programma possano beneficiare dei servizi di Orbis anche dopo che il Flying Eye Hospital ha lasciato il sito.
Cybersight offre anche regolari lezioni dal vivo, una libreria di materiale didattico e consente agli utenti di sostenere test e ricevere certificati di conseguimento.
Il 10 settembre 2018, Orbis ha annunciato una nuova collaborazione con la società di intelligenza artificiale Visulytix per applicare la propria tecnologia di imaging automatizzato a Cybersight. Il sistema Pegasus AI di Visulytix verrà utilizzato per analizzare le immagini della parte posteriore dell'occhio scattate con qualsiasi fotocamera retina standard o smartphone. Gli oculisti nei paesi a scarse risorse saranno tra i primi al mondo ad avere accesso gratuito a questo servizio sulla piattaforma Cybersight, aiutandoli a rilevare e diagnosticare malattie degli occhi pericolose per la vista come la retinopatia diabetica, la degenerazione maculare senile e il glaucoma, oltre a richiedere rapidamente un secondo parere alla rete di esperti medici di Orbis.

## Flotta
A dicembre 2022 la flotta di Orbis International è così composta:

### Flotta storica
Nel corso degli anni Orbis International ha operato con i seguenti modelli di aeromobili:
- Douglas DC-8-21[18]
- McDonnell Douglas DC-10-10[19]
- McDonnell Douglas DC-10-30[20]